# Giuseppe Gaetani d'Aragona
Gregorio Giuseppe Gaetani d'Aragona (Piedimonte Matese, 1643 – 12 agosto 1710) è stato un patriarca cattolico, diplomatico e nobile italiano.

## Biografia

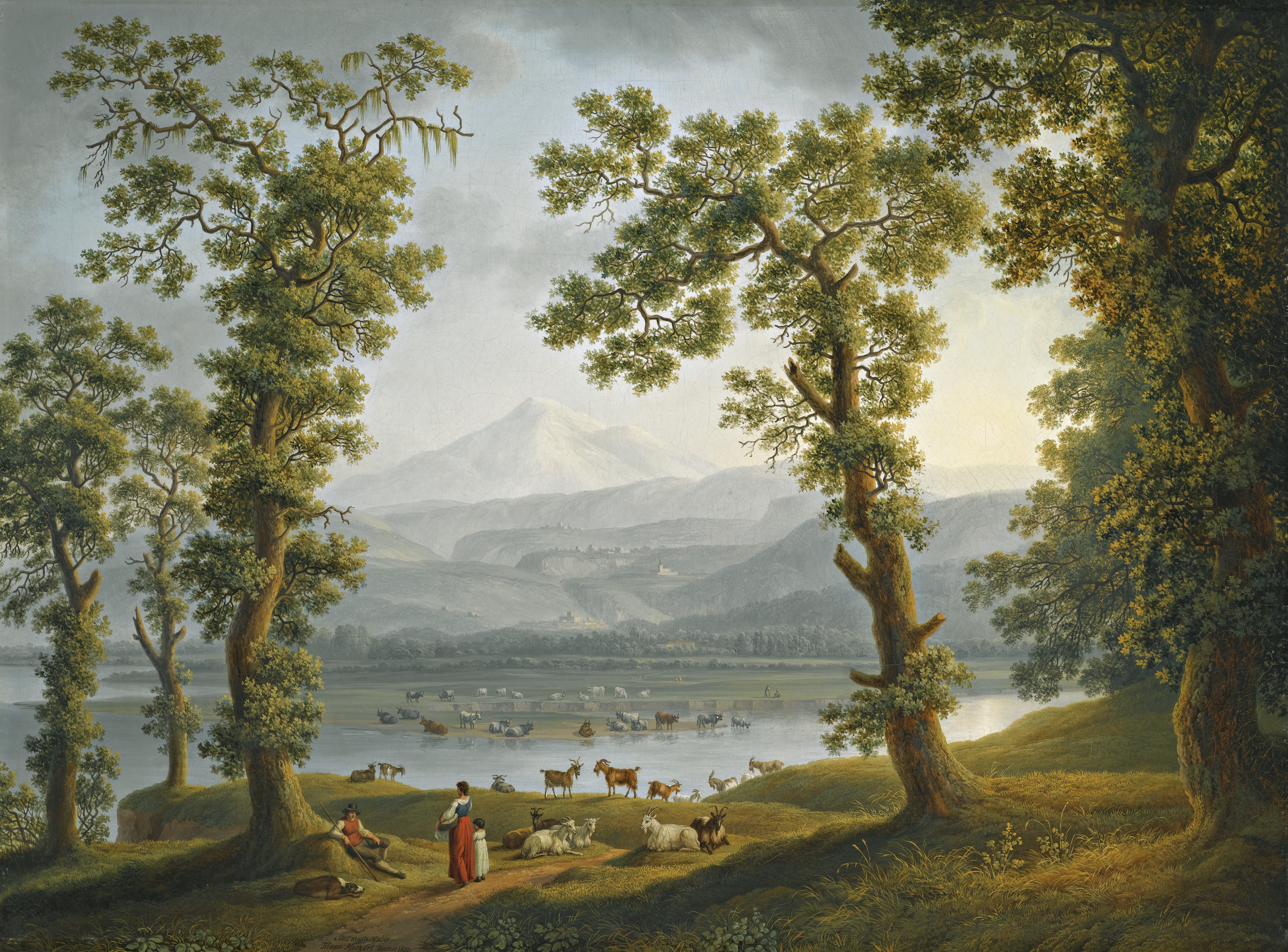
Jakob Philipp Hackert, Veduta di Piedimonte d'Alife, (1800)

Giuseppe Gaetani d'Aragona (o de Aragonia) era figlio di Alfonso (1609-1644), 3º duca di Laurenzana, conte di Alife, principe d'Altamura, signore di Piedimonte di Gioia di Dragoni e di Porzia Carafa (1608-1652), già vedova di Ferdinando Caracciolo duca d'Airola. La coppia ducale ebbe molti figli: Francesca (monaca), Giulia (monaca), Francesco (1633-1653), Antonio (1638-1710), quindi Giuseppe, Anna Maria (monaca) e Diana. Giuseppe Gaetani il 15 marzo 1646 fu ammesso tra i cavalieri di Malta.
La prematura scomparsa del fratello maggiore, Francesco, morto senza discendenti, spostò i diritti di primogenitura sul figlio maschio secondogenito, Antonio, che nel 1653 divenne 5º duca di Laurenzana.
Giuseppe scelse la carriera ecclesiastica: consacrato arcivescovo il 15 marzo 1676 dal cardinale Francesco Nerli, coadiuvato dall'arcivescovo Antonio Pignatelli, futuro Innocenzo XII, e Stefano Brancaccio, dal 24 febbraio 1676 fu arcivescovo titolare di Neocesarea del Ponto, il 2 maggio 1695 divenne patriarca titolare di Alessandria dei latini - incarico che tenne fino alla morte - e dal 4 aprile 1676 al 15 giugno 1678 fu nunzio apostolico a Firenze.
A Roma gli furono affidati incarichi: presidente del porto di Ripetta e uditore generale della Curia delle cause apostoliche. Aveva una residenza nella Rocca di Frascati e a Roma abitava al piano nobile di palazzo Caetani, con affaccio su piazza Santi Apostoli.
Rimase sempre attaccato a Piedimonte d'Alife, feudo di famiglia, dove sua madre aveva fondato un convento e insieme al marito aveva creato un teatro. La cappella della famiglia Gaetani era nella chiesa dei Cappuccini. Alla morte di Giuseppe Gaetani una tela con Madonna e Bambino che era nella sua camera da letto, fu messa sull'altare della cappella di famiglia, dove Giuseppe Gaetani fu sepolto.

### La sua collezione di dipinti
Due inventari, uno del 1699 e uno del 1710 testimoniano la ricchezza della collezione di dipinti di Giuseppe Gaetani. Le attribuzioni - tra cui Giorgione, Tiziano, Caravaggio, Sassoferrato - non sono mai sostenute da note sull'origine dei dipinti e in molti casi si tratta di copie. Le opere d'arte che erano appartenute ad Alfonso Gaetani erano andate a Francesco e poi ad Antonio. Giuseppe Gaetani destinò tutti i suoi averi al nipote Niccolò (1657-1741), figlio di Antonio. Alla morte di Niccolò - che di molto aveva aumentato le collezioni d'arte di famiglia - tutto andò disperso.

### Documenti
- Instrumentum et decreti di Gregorio Giuseppe Gaetani d'Aragona, patriarca di Alessandria d'Egitto, uditore generale.[4]
- Editto di Monsignor Giuseppe Gaetani d'Aragona Patriarca d'Alessandria Presidente dell'Acqua Paola, giugno 1706.[5]

## Genealogia episcopale
La genealogia episcopale è:
- Cardinale Tolomeo Gallio
- Vescovo Cesare Speciano
- Patriarca Andrés Pacheco
- Cardinale Agostino Spinola
- Cardinale Giulio Cesare Sacchetti
- Cardinale Ciriaco Rocci
- Cardinale Carlo Carafa della Spina, C.R.
- Cardinale Francesco Nerli il Giovane
- Patriarca Giuseppe Gaetani d'Aragona